# Thijs de Lange
Thijs de Lange, né le 25 novembre 1994 à Kattendijke, est un coureur cycliste néerlandais.

## Biographie
Après de bons résultats dans des courses nationales, Thijs de Lange intègre l'équipe continentale Metec-Solarwatt-Mantel durant l'été 2017. Il continue en parallèle ses études scientifiques à l'université d'Utrecht,. En 2018, il se classe deuxième du championnat du monde universitaire sur route à Braga, derrière son compatriote Adne van Engelen
Lors de la saison 2022, il se distingue en remportant une étape du Tour du Pays de Montbéliard. Il s'agit de son premier succès obtenu sur une compétition inscrite au calendrier de l'UCI Europe Tour. La même année, il termine cinquième et meilleur grimpeur de la Course de Solidarność et des champions olympiques, ou encore huitième de l'Alpes Isère Tour. 

## Palmarès et résultats

### Palmarès par année
- 2017
  - Ronde van Oud-Vossemeer
- 2018
  -  Médaillé d'argent du championnat du monde universitaire sur route
- 2022
  - 3e étape du Tour du Pays de Montbéliard

### Classements mondiaux
| Année                                 | 2017  | 2018  | 2019 | 2020  | 2021  | 2022  |
| ------------------------------------- | ----- | ----- | ---- | ----- | ----- | ----- |
| Classement mondial                    | 2057e | 2917e | nc   | 2163e | 2339e | 1454e |
| UCI Europe Tour                       | 1350e | 1992e | nc   | 1576e | 1561e | 990e  |
|                                       |       |       |      |       |       |       |
| Légende : nc = non classéSource : UCI |       |       |      |       |       |       |